# SN 1988E
SN 1988E – supernowa typu Pec odkryta 20 stycznia 1988 roku w galaktyce NGC 4772. W momencie odkrycia miała maksymalną jasność 17,00m.